# Леонидов, Леонид Миронович
Леони́д Миро́нович Леони́дов (настоящее имя — Леонид Меерович Вольфензо́н; 22 мая (3 июня) 1873, Одесса — 6 августа 1941, Москва) — русский и советский актёр, режиссёр, педагог. Народный артист СССР (1936). Кавалер ордена Ленина (1937). Доктор искусствоведения (1939).

## Биография

### Семья, детство

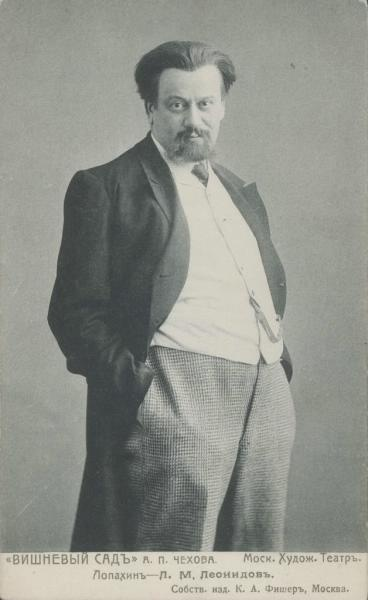
Леонидов в роли Лопахина («Вишнёвый сад»). Фото К. Фишера

Родился в Одессе в обеспеченной еврейской семье. Отец — Меер Беньяминович (Мориц Вениаминович) Вольфензон (1838 — 28 октября 1911), купец, был маклером в Одессе, владел маклерско-экспедиционным агентством, располагавшимся в доме М. Вольфензона в Малом переулке. Мать, урождённая Софья Максимилиановна (Маркусовна) Эксельбирт (8 ноября 1846, Могилёв-на-Днестре — 22 октября 1910, Одесса), из семьи доктора медицины Максимилиана (Маркуса) Ефимовича Эксельбирта (1806—1860), уроженца Тарнополя, который с 1849 года был первым попечителем Кишинёвской еврейской больницы и одновременно с 1852 года директором первого частного благотворительного приюта Бальша в Кишинёве; приходилась своему мужу племянницей. Таким образом, мать будущего артиста приходилась ему одновременно и двоюродной сестрой. Два старших брата Леонида имели врождённые дефекты и воспитывались в специальном медучреждении. Как пишет сам Леонидов: «Их научили говорить. Правда, их разговор производил тяжёлое впечатление на тех, кто их слышал впервые. Звук гортанный, выходящий из горла с каким-то скрипом. Понимали они других по движению губ… Так что хорошей дикции я научился от общения со своими глухонемыми братьями».
Младший брат Леонидова, Яков Миронович Волков (сценическая фамилия), стал впоследствии заслуженным артистом РСФСР; в 1946 году в Московском театре сатиры праздновалось 45-летие его творческой деятельности. В связи с этим их мать иронизировала: «Какое несчастье: два сына глухонемых и два актёра». У него была также сестра Жозефина (1879—?).

### Творчество
Во время учёбы в Ришельевской гимназии (1883—1889, не закончил) увлёкся любительским театром. Был актёром любительских трупп Общества изящных искусств при Одесской городской думе (1889—1892) и Городской народной аудитории (режиссёр Г. И. Матковский) (1894—1895), игравшей преимущественно для рабочих. В это время принял псевдоним Леонидов.
В 1892—1894 годах отбывал воинскую повинность в качестве вольноопределяющегося 8-й роты 14-го стрелкового полка в Одессе.
В 1895 году, после неудачной попытки вступить в труппу Н. Н. Соловцова, уехал в Москву поступать в Императорское театральное училище (ныне — Высшее театральное училище имени М. С. Щепкина). Во время учёбы участвовал в утренниках Малого театра, играл в выпускном спектакле училища «Лес» А. Н. Островского (Милонов), однако через год бросил училище и вернулся в Одессу. Здесь служил в труппе Н. Н. Соловцова, которая выступала в Киеве и Одессе (1896—1901), сыграл, в частности, Солёного в «Трёх сёстрах» — одной из лучших постановок пьесы А. П. Чехова.
В 1901 году перешёл в Московский театр Ф. Корша (режиссёр Н. Н. Синельников), а через два года по приглашению Вл. И. Немировича-Данченко — в Московский Художественный театр, где прослужил 38 лет (до конца жизни). К. С. Станиславский считал актёра «единственным русским трагическим актёром».
Занимался режиссурой.
Занимал ответственные должности в Художественном театре: был заведующим труппой и репертуаром в 1921—1922 годах, заместителем директора театра в 1927—1928, состоял в Совете (1932, совместно с В. И. Качаловым и И. М. Москвиным), управлявшим театром во время отсутствия руководителей, с 1939 года входил в Художественный совет МХАТа под председательством Вл. И. Немировича-Данченко.
С 1918 года снимался в кино. Работал на радио.

Могила Леонидова на Новодевичьем кладбище Москвы.

В 1920-х годах преподавал в Драматической студии имени Ф. И. Шаляпина. Работал с молодёжью в Оперно-драматической студии К. С. Станиславского (ныне Электротеатр Станиславский). В последние годы жизни преподавал в Государственном институте театрального искусства им. А. В. Луначарского (ГИТИС) актёрское мастерство; с 1935 года был деканом актёрского факультета, с 1939 — художественным руководителем института; доктор искусствоведения (1939), профессор (1939). Среди его учеников — Е. М. Полосин.
Автор статей по теории театрального искусства.
Жил в Москве на улице Кузнецкий Мост в доходном доме Хомякова.
Скончался 6 августа 1941 года в Москве. Похоронен на Новодевичьем кладбище.

### Семья
- Сын — Юрий Леонидович Леонидов (1917—1989), актёр, Народный артист РСФСР (1968)
- Дочь — Анна Леонидовна Леонидова, актриса (Московский музыкальный театр имени К. С. Станиславского и Вл. И. Немировича-Данченко).

## Звания и награды
- Заслуженный артист Республики (1925)
- Народный артист Республики (1928)[19]
- Народный артист СССР (1936)
- Орден Ленина (03.05.1937) — за выдающиеся заслуги в деле развития русского театрального искусства
- Орден Трудового Красного Знамени (26.10.1938) — в связи с 40-летием МХАТ СССР им. М. Горького
- Доктор искусствоведения (1939)

## Творчество

### Театральные работы

#### Актёрские
Театр Н. Н. Соловцова
- «Чайка» А. П. Чехова — Треплев, Медведенко
- «Царь Фёдор Иоаннович» А. К. Толстого — князь Шаховской
- «Три сестры» А. П. Чехова — Солёный
- «Идиот» по Ф. М. Достоевскому — Ганя Иволгин и князь Мышкин
- «Преступление и наказание» по Ф. М. Достоевскому — Раскольников
- «Горе от ума» А. С. Грибоедова — Молчалин, Загорецкий, Чацкий
- «Старый закал» А. И. Сумбатова-Южина — поручик Чарусский
- «Волки и овцы» А. Н. Островского — Мурзавецкий
- «Цена жизни» Вл. И. Немировича-Данченко — Морской
- «Гамлет» У. Шекспира — Лаэрт

Театр Корша
- «Ревизор» Н. В. Гоголя — Хлестаков
- «Дети Ванюшина» С. А. Найдёнова — Константин
- «Братья Карамазовы» по Ф. М. Достоевскому — Иван Карамазов
- «На всякого мудреца довольно простоты» А. Н. Островского — Глумов

Московский Художественный театр
- 1903 — «На дне» М. Горького — Васька Пепел
- 1903 — «Юлий Цезарь» У. Шекспира — Кассий
- 1904 — «Вишнёвый сад» А. П. Чехова — Лопахин
- 1904 — «Иванов» А. П. Чехова — Боркин
- 1905 — «Дети солнца» М. Горького — Вагин
- 1906 — «Горе от ума» А. С. Грибоедова — Скалозуб
- 1906 — «Три сестры» А. П. Чехова — Солёный
- 1907 — «Жизнь Человека» Л. Н. Андреева — Человек
- 1908 — «Ревизор» Н. В. Гоголя — Ляпкин-Тяпкин
- 1909 — «У царских врат» К. Гамсуна — Карстен Иервен
- 1910 — «Братья Карамазовы» по Ф. М. Достоевскому — Дмитрий Карамазов
- 1910 — «На всякого мудреца довольно простоты» А. Н. Островского — Городулин
- 1911 — «У жизни в лапах» К. Гамсуна — Блуменшен
- 1912 — «Нахлебник» И. С. Тургенева — Тропачев
- 1912 — «Пер Гюнт» Г. Ибсена — Пер Гюнт
- 1914 — «Мысль» Л. Н. Андреева — доктор Керженцев
- 1914 — «Смерть Пазухина» М. Е. Салтыкова-Щедрина — Иван Пазухин
- 1920 — «Каин» Д. Г. Байрона — Каин
- 1925 — «Пугачёвщина» К. А. Тренёва — Пугачёв
- 1930 — «Отелло» У. Шекспира — Отелло
- 1931 — «Страх» А. Н. Афиногенова — Бородин
- 1932 — «Мёртвые души» по Н. В. Гоголю — Плюшкин
- 1934 — «Егор Булычов и другие» М. Горького — Булычов
- «Три сестры» А. П. Чехова — Вершинин

1-я студия МХТ (1917-1918)
- 1917 — «Калхас» А. П. Чехова — Калхас
- 1918 — «Росмерсхольм» Г. Ибсена — Ульрик Брендель (1-я студия МХТ)

#### Режиссёрские
Московский Художественный театр (1937-1942)
- 1937 — «Земля» Н. Е. Вирты (совм. с Н. М. Горчаковым)
- 1938 — «Достигаев и другие» М. Горького (совм. с И. М. Раевским)
- 1942 — «Кремлёвские куранты» Н. Ф. Погодина (совм. с Вл. И. Немировичем-Данченко и М. О. Кнебель)

### Фильмография

#### Актёрские работы
- 1918 — Ток любви — шпион
- 1918 — Хлеб (короткометражный) — владелец булочной
- 1918 — Царевич Алексей — царь Пётр I
- 1919 — Апостол
- 1919 — Железная пята — Уиксон
- 1926 — Крылья холопа — царь Иван Грозный
- 1927 — Его превосходительство — губернатор фон Валь / старый раввин
- 1929 — В город входить нельзя — профессор Кочубей
- 1932 — Просперити — Вернер Роске
- 1933 — Марионетки —  ДЕРжащий НИти, глава концерна военной промышленности
- 1936 — Гобсек — Гобсек

#### Режиссёрские
- 1919 — Железная пята (совместно с другими)
- 1926 — Крылья холопа (совместно с Ю. В. Таричем)

### Афоризмы и высказывания Леонидова (или приписываемые ему)[20]
- Авторы пьес зачастую не играют никакой роли.
- Близкие люди всегда кажутся недалёкими.
- В спорах вырождаются истины.
- Всё не только не так просто, но и просто не так.
- Вспоминая, он забывался.
- Если нравится, считайте, что получилось.
- Если вам не нравится ваш начальник, поставьте себя на его место.
- Кому он нужен — такой младенец, устами которого глаголет истина?
- Концы с концами можно сводить без конца.
- На всякого мудреца простоты не напасёшься.
- Не тратьте нервы на то, на что вы можете потратить деньги.
- Ничто не обходится так дёшево, как то, без чего можно обойтись.
- Погоду делает тот, кто знает, откуда дует ветер.
- Розы хороши, пока свежи шипы.
- Так любил футбол, что смотрел только хоккей.